# Cucut maragda d'orelles blanques
El cucut maragda d'orelles blanques (Chalcites meyeri) és una espècie d'ocell de la família dels cucúlids (Cuculidae) que habita boscos de Nova Guinea i les illes Raja Ampat.